# Мостовское (Артёмовский муниципальный округ)
Мостовское — село в Свердловской области России. Входит в Артёмовский муниципальный округ.

## Географическое положение
Село располагается на реке Мостовке, в 5 километрах (по автомобильной дороге в 6 километрах) к северо-востоку от города Артёмовского. Мимо села проходит региональная автодорога 65К-0205000 Артёмовский — Шогринское.

## История
К 1680 году возникло соседнее с селом Шогринским Мостовское, названное: деревня Мостовая на реке Режу. В ней насчитывалось пять дворов, в которых проживали представители четырёх фамилий. В ней поселились выходцы из центра Невьянской слободы и из Тагильской слободы.
Село Мостовское получило название из-за необходимости мостить улицы и дороги мостами, то есть лесом вообще, к которому прибегают жители в ненастную погоду, когда вследствие слабости грунта улицы покрываются непролазной грязью. Основным занятием сельчан было хлебопашество и промысел на Егоршинских угольных копях.

## Школа
В 1886 году в селе впервые появилась смешанная школа грамоты, которая помещалась в собственном здании.

## Петро-Павловская церковь
Первая деревянная церковь была построена около 1750 года. В 1881 году была заложена деревянная, однопрестольная церковь, которая была освящена во имя апостолов Петра и Павла в 1885 году. До 1885 года деревня Мостовская принадлежала к приходу соседнего села Писанского, отстоящего от неё в 15 верстах. Церковь с 1915 года не использовалась и была закрыта в 1928 году, в советское время она была снесена.
В 1915 году была построена и освящена во имя апостолов Петра и Павла новая каменная, однопрестольная церковь. Притч состоял из 3 церковных домов. В 1930 году церковь была закрыта. В советское время в здании размещался клуб, а купол и колокольня были снесены. В настоящее время здание законсервировано.

## Инфраструктура
В селе располагаются 17 улиц (Восточная, Декабристов, Заречная, Коммунаров, Красных Партизан, Ленина, Молодёжи, Новая, Первомайская, Пионерская, Пушкина, Садовая, Сметанина, Советская, Совхозная, Физкультурников и переулок Мельничный).

## Население
| 2002 | 2010 | 2021 |
| ---- | ---- | ---- |
| 900  | ↗945 | ↘712 |